# Monochamus spectabilis
Monochamus spectabilis är en skalbaggsart som beskrevs av Benoit-Philibert Perroud 1855. Monochamus spectabilis ingår i släktet Monochamus och familjen långhorningar.
Artens utbredningsområde är:
- Angola.
- Gabon.
- Kenya.
- Madagaskar.
- Malawi.
- Moçambique.
- Sierra Leone.
- Zimbabwe.

Inga underarter finns listade i Catalogue of Life.